# NOS (Novák–Skoupý)
NOS je autorská dvojice kresleného humoru, kterou tvoří kreslíř Jiří Novák a autor námětů Jaroslav Skoupý. Jejich spolupráce začala v roce 1980.

## Dílo
S kresleným humorem dvojice NOS je možné se setkat v novinách, časopisech, knihách, kalendářích, na novoročenkách apod.

### Tiskoviny
První kreslený vtip jim otiskli v roce 1981 v týdeníku Svět práce. Následně kreslený humor publikovali v podnikových časopisech Kolínský Tatrovák a Železničář a v okresních novinách Kupředu. Dále publikovali, nebo stále publikují v českých a zahraničních tiskovinách (stav k začátku roku 2025) Haló sobota, Mladý svět, Mladá fronta, Stadión, Květy, Dikobraz, Zemědělské noviny, Lidová demokracie, Vlasta, Zápisník, Signál, Karuzela (Polsko), Playboy, Fotbal, Ahoj na sobotu, Svobodné slovo, Koktejl, Škrt, KUK, Nový Dikobraz, Sexbox, Podvobraz, Pardon, HEC, Sport, Slovo, Srandy fůra, Srandy pytel, Právo, Práce, Učitelské noviny, Krkonoše, Kolínské noviny, Metropolitan, Křeč, Křížem Krážem, … and you, NEI humor, Panorama, Dobrý večerník, Magazín RP, Smržovský zpravodaj, Zručské noviny, Sparťan, Bumerang (Slovensko), Scènes Magazine (Francie), Szpilki (Polsko), Autohit, Praktik + Byt magazín, Katka, Péčko, Chvilka pro tebe, Pussy cats, Decanter, Myslivost, Nedělní Blesk, Kulový Blesk, Hokej, Svět ženy, Překvapení, Napsáno životem, Chvilka pro relax, Lobby, Sommelier, Svět tisku, Sorry ad.

### Knižní publikace
Kreslené vtipy dvojice NOS byly publikovány ve sbornících kresleného humoru, např.:
- To nejlepší z českého kresleného humoru 1990–2000, Praha: Formát, 2000, ISBN 80-86155-62-5
- 2cet – Almanach k 20. výročí založení České unie karikaturistů, Praha: Česká unie karikaturistů, 2010
- Ročenka 2014 / Balcar, Frýba, Hiršl, Holečková, Jurkas, Kohlíček, Martenek, NOS, Pirkl, Poláček, Sigmund, Simon, Srna, Steska, Šourek, Tomaschoff, Praha: Česká unie karikaturistů, 2014
- Čtvrt kila ČUK aneb 25 let České unie karikaturistů, Praha: Česká unie karikaturistů, 2015
- Velká kniha českého humoru, Praha: Grada Publishing – Cosmopolis, 2020, ISBN 978-80-271-1263-0

Dále je možné jejich kreslený humor vidět v knihách, např.:
| - Stefan König: Die Versicherung und ich!, München: Verlag Schuler, 1995 - Stefan Siewert: Der Steuerberater und ich, München: Verlag Schuler, 1995 - Jiří Novák, Jaroslav Skoupý: Der Steuerberater und ich, München: Verlag Schuler, 1995 - Stefan König: Der Computer und ich!, München: Verlag Schuler, 1995 - Sranda kuchařka, Praha: Laguna, 1996, ISBN 80-85952-08-4 - Sranda kuchařka 2, Praha: Signet, 1999, ISBN 80-86021-55-6 - Recept po babičce: Vaříme na Regině s Blankou Veselou, Praha: Český rozhlas – Regina Praha, 1999 - Recept po babičce II s dobrou radou: Vaříme na Regině s Dášou Novou, Praha: Český rozhlas Regina, 2000 - Jaroslav Skoupý: Anekdotárium 1, Praha: HAK, 2000, ISBN 80-85910-30-6 | - Neváhej a tlač!: pamětní kniha pro hosty, Praha: Diana, 2000, ISBN 80-902789-0-6 - Pavel Jeřábek: Kdo vynese odpadky?: 300 nejlepších manželských anekdot, Praha: Plot, 2004, ISBN 80-86523-29-2 - Jaroslav Skoupý: Veselé paragrafy, Praha: Pragoline, 2004, ISBN 80-86546-23-3 - Matěj Barták: Pod červenou lucernou: 300 nejlepších erotických anekdot, Praha: Plot, 2004, ISBN 80-86523-42-X - Vratislav Ebr: Nejen bonmoty a citáty o životě nahoře i dole, Praha: Knižní klub, 2004, ISBN 80-242-1271-4 - Adéla Müllerová: Platina útočí!: 300 nejlepších anekdot o blondýnách, Praha: Plot, 2005, ISBN 80-86523-59-4 - Bronislav Kuba: Slavnosti sněženek – třetí setkání v Hrabalově Kersku, více ilustrátorů, Kersko: Bronislav Kuba vlastním nákladem, 2024, ISBN 978-80-11-04479-4 |

Kalendáře dělali např. pro Spolchemii (Ústí nad Labem), Sladovny Prostějov, IPB leasing; pro Siemens udělali kalendáře na r. 2015-2017 (vydal Ateliér Longin, Kolín). Nejvíce stolních kalendářů s jejich kresleným humorem vydal Rudolf Tesař (Opava) - v letech 1996-1998 měli společný kalendář s kreslířem Jaroslavem Kerlesem, od roku 2000 produkují každý rok kalendář pouze se svými vtipy (Humorné erotické obrázky Novák, Skoupý).

### Výstavy
Svoje práce vystavují na samostatných i společných výstavách kresleného humoru. První samostatnou výstavu měli v roce 1981 v Kulturním domě v Kolíně. Další jejich samostatné výstavy se uskutečnily např. v:
| - Obchodní dům Racek v Týnci nad Labem (1983) - Muzeum Český Brod (1985) - Zámek Strakonice (1988) - Galerie V zahradě v Kolíně (1990) - Malá galerie Na hradbách v Kolíně (1990) - Malostranská beseda v Praze, Salon kresleného humoru (1990) - Kino Lysá nad Labem (1996) - Galerie Olin v Praze (1997) - Galerie Minimax v Pelhřimově (1999) - Galerie Ve mlejně v Hroubovicích (1999) - Folková růže v Jindřichově Hradci (1999) - Galerie Žertův Špejchar v Bříství (2002) - Galerie Na Roštu v Kolíně (2003) - Městská knihovna Prachatice (2004) | - Hesperia Hotel Olomouc (2004) - Klub Čtrnáctka v Ratajích nad Sázavou (2004) - Folková růže v Jindřichově Hradci (2005) - Klub Čtrnáctka v Ratajích nad Sázavou (2006) - Regionální muzeum v Kolíně, Třicet let ve fóru (2010) - Malostranská beseda v Praze, Salon kresleného humoru (2010) - Galerie Cerop - Kolínský zámek, Dva starci v inkubátoru (2017) - Městská knihovna Kolín, 100 let republiky očima dvojice Novák - Skoupý (2017) - Galerie 99 v kolínském kině, Erotika: titulní listy z erotických kalendářů NOS vydávaných v letech 2000-2022 (2023) |

Na společných výstavách dvojice NOS vystavovala s kreslíři časopisů Dikobraz, Mladý svět, Nový Dikobraz, Podvobraz, Pardon, Sorry, s kreslíři České unie karikaturistů (např. výstavy Můj nejlepší, 2005, Ecce Libris, 2007, U nás v Kocourkově, 2008, Čtvrt kila ČUK, 2015, Karel IV. - Otec vlasti, 2016, Sto let republiky, 2018, Jiří z Poděbrad a jeho doba, 2018, Média a novináři, 2024) ad.

### Další aktivity
Z dalších činností dvojice NOS:
- spolupráce s Československou televizí – dělali kreslený humor pro pořad moderátora Miloše Skalky Setkání s písničkou a kresbami Jiřího Nováka a Jaroslava Skoupého (1987)
- byli hosty televizních pořadů Příroda pro zítřek reportéra Josefa Velka (televize Ostrava, 1988) a Ta naše hospoda… režiséra Zdeňka Podskalského (1992)[10]

- reklama a billboard pro firmu HV servis (Kolín)
- grafika pro firmu Střechy NOVÁK (Kolín)[11]

### Ocenění
Obesílají tuzemské i zahraniční soutěže karikaturistů. Získali několik ocenění na národních i mezinárodních festivalech kresleného humoru, např.:
| - Hlavní cena Humorest, Hradec Králové (1988) - 1. cena Emil Stadiónu, Praha (1989) - diplom a medaile Yomiuri International Cartoon Contest, Japonsko (1990) - diplom Cartoonfestival Knokke-Heist, Belgie (1991) - Hlavní cena Emil Stadiónu, Praha (1993) - Velká cena Humorest, Hradec Králové (1996) - 1. cena Bratr Paleček, Náchod (1999) - 1. cena Bienále cartoons, Písek (2001) - 2. místo Gastronomické grotesky, Znojmo (2003) - 2. místo Gastronomické grotesky, Znojmo (2004) - Čestné uznání Fór pro FOR, Praha (2005) - 3. místo Miss kompost, Praha (2006) - 3. místo Gastronomické grotesky, Znojmo (2006) | - 2. místo Gastronomické grotesky, Znojmo (2009) - 2. místo Gastronomické grotesky, Brno (2010) - Cena Galerie u sv. Jakuba, Novobydžovské usmívání, Nový Bydžov (2011) - 2. místo Gastronomické grotesky, Znojmo (2011) - Cena za nejlepší kolekci, Novobydžovské usmívání, Nový Bydžov (2013) - 2. cena a Cena nakladatelství Epocha, Novobydžovské usmívání, Nový Bydžov (2015) - Cena diváků, Novobydžovské usmívání, Nový Bydžov (2017) - Cenu starosty Nového Bydžova, Novobydžovské usmívání, Nový Bydžov (2021) - 2. místo Zlatý Tapír, Hradec Králové (2024) |

Další ocenění:
- v roce 2014 udělila salonní akademie kresleného humoru Jiřímu Novákovi a Jaroslavu Skoupému čestný titul HUDr. (Doctor Humoris Causa)[14]
- v roce 2023 udělila Česká unie karikaturistů dvojici NOS: Novák – Skoupý Řád bílé opice za dlouholetý přínos českému kreslenému humoru doma i v zahraničí i za obětavou práci pro spolek.